# Chalco (estación de trolebús)
Chalco es la estación terminal de la Línea 11 del Trolebús de la Ciudad de México. Esta se encuentra ubicada en Chalco, Estado de México.

## Información general
La estación cuenta con 2 andenes y 2 vías para el descenso y ascenso de pasajeros para el trolebús. Fue inaugurada el 18 de mayo de 2025, junto con el resto de la línea.